# Gambrinus liga 1999-2000
La Gambrinus liga 1999/2000 fue la séptima edición de la Gambrinus liga, la máxima categoría del fútbol profesional de la República Checa. El torneo se comenzó a disputar el día 30 de julio de 1999 y finalizó el 17 de mayo del 2000. El AC Sparta Praga se adjudicó el campeonato por sexta vez en su historia, la cuarta de manera consecutiva.

## Datos de los clubes
| Club                  | Ciudad             | Estadio                          | Capacidad |
| --------------------- | ------------------ | -------------------------------- | --------- |
| AC Sparta Praga       | Praga              | Generali Arena                   | 20.854    |
| FC Baník Ostrava      | Ostrava            | Bazaly                           | 17.372    |
| FC Boby Brno          | Brno               | Městský fotbalový stadion Srbská | 12.550    |
| FC Bohemians 1905     | Praga              | Ďolíček                          | 7.500     |
| FC Dukla              | Příbram            | Na Litavce                       | 9.100     |
| FC Slovan Liberec     | Liberec            | Stadion u Nisy                   | 9.900     |
| FK Chmel Blšany       | Blšany             | Městský Stadium                  | 2.300     |
| FK Drnovice           | Drnovice           | Sportovní areál                  | 6.616     |
| FK Jablonec nad Nisou | Jablonec nad Nisou | Střelnice Stadion                | 6.280     |
| FK Teplice            | Teplice            | Na Stínadlech                    | 18.221    |
| FK Viktoria Žižkov    | Praga              | FK Viktoria Stadion              | 5.600     |
| SFC Opava             | Opava              | Stadion v Městských sadech       | 7.758     |
| SK Hradec Králové     | Hradec Králové     | Všesportovní stadion             | 17.000    |
| SK Sigma Olomouc      | Olomouc            | Andrův stadion                   | 12.566    |
| SK Slavia Praga       | Praga              | Eden Arena                       | 21.000    |
| SK České Budějovice   | České Budějovice   | Stadion Střelecký ostrov         | 6.681     |

## Sistema de competición
La Gambrinus liga 1999/2000 estuvo organizada por la Federación de Fútbol de la República Checa.
Constó de un grupo único integrado por dieciséis clubes de toda la geografía checa. Siguiendo un sistema de liga, los dieciséis equipos se enfrentaron todos contra todos en dos ocasiones -una en campo propio y otra en campo contrario- sumando un total de 30 jornadas. El orden de los encuentros se decidió por sorteo antes de empezar la competición.
La clasificación final se estableció con arreglo a los puntos obtenidos en cada enfrentamiento, a razón de tres por partido ganado, uno por empatado y ninguno en caso de derrota. Si al finalizar el campeonato dos equipos igualaron a puntos, los mecanismos para desempatar la clasificación fueron los siguientes:
1. El que tenga una mayor diferencia entre goles a favor y en contra en los enfrentamientos entre ambos. (Gol average)
2. Si persiste el empate, se tiene en cuenta la diferencia de goles a favor y en contra en todos los encuentros del campeonato.
3. Si aún persiste el empate, se tiene en cuenta el mayor número de goles a favor en todos los encuentros del campeonato.

Si el empate a puntos es entre tres o más clubes, los sucesivos mecanismos de desempate fueron los siguientes: 
1. La mejor puntuación de la que a cada uno corresponda a tenor de los resultados de los partidos jugados entre sí por los clubes implicados.
2. La mayor diferencia de goles a favor y en contra, considerando únicamente los partidos jugados entre sí por los clubes implicados.
3. La mayor diferencia de goles a favor y en contra teniendo en cuenta todos los encuentros del campeonato.
4. El mayor número de goles a favor teniendo en cuenta todos los encuentros del campeonato.
5. El club mejor clasificado con arreglo a los baremos de fair play.

### Efectos de la clasificación
El equipo que más puntos sumó al final del campeonato fue proclamado campeón de liga y obtuvo el derecho automático a participar en la tercera ronda previa de la Liga de Campeones de la UEFA, el subcampeón se clasificó para la segunda ronda previa de esta misma competición. El tercer clasificado obtuvo el derecho a participar en la ronda previa de la Copa de la UEFA. Los equipos clasificados en la sexta, décima y duodécima posiciones se clasificaron para disputar la Copa Intertoto.
El campeón de la Copa de la República Checa se clasificó además para disputar la primera ronda de la Copa de la UEFA.
Los clasificados en posición 15º y 16º descendieron directamente a la segunda categoría checa.

## Clasificación
|  |     | Equipos de fútbol     | PJ | PG | PE | PP | GF | GC | Dif | Pts |
|  | --- | --------------------- | -- | -- | -- | -- | -- | -- | --- | --- |
|  | 1.  | AC Sparta Praga (C)   | 30 | 24 | 4  | 2  | 81 | 23 | +58 | 76  |
|  | 2.  | SK Slavia Praga       | 30 | 21 | 5  | 4  | 53 | 25 | +28 | 68  |
|  | 3.  | FK Drnovice           | 30 | 14 | 6  | 10 | 36 | 32 | +4  | 48  |
|  | 4.  | FC Brno               | 30 | 12 | 6  | 12 | 35 | 33 | +2  | 42  |
|  | 5.  | FK Teplice            | 30 | 10 | 11 | 9  | 38 | 38 | 0   | 41  |
|  | 6.  | FC Dukla Příbram      | 30 | 11 | 7  | 12 | 33 | 36 | -3  | 40  |
|  | 7.  | FC Bohemians 1905     | 30 | 10 | 10 | 10 | 24 | 28 | -4  | 40  |
|  | 8.  | FC Slovan Liberec     | 30 | 9  | 11 | 10 | 21 | 24 | -3  | 38  |
|  | 9.  | FK Viktoria Žižkov    | 30 | 9  | 10 | 11 | 37 | 41 | -4  | 37  |
|  | 10. | FK Chmel Blšany       | 30 | 10 | 7  | 13 | 28 | 45 | -17 | 37  |
|  | 11. | FC Baník Ostrava      | 30 | 8  | 11 | 11 | 43 | 45 | -2  | 35  |
|  | 12. | SK Sigma Olomouc      | 30 | 7  | 13 | 10 | 31 | 38 | -7  | 34  |
|  | 13. | SK České Budějovice   | 30 | 9  | 5  | 16 | 34 | 49 | -15 | 32  |
|  | 14. | FK Jablonec 97        | 30 | 7  | 11 | 12 | 24 | 36 | -12 | 32  |
|  | 15. | SFC Opava (D)         | 30 | 6  | 10 | 14 | 31 | 39 | -8  | 28  |
|  | 16. | SK Hradec Králové (D) | 30 | 4  | 11 | 15 | 21 | 38 | -17 | 23  |

PJ = Partidos jugados; PG = Partidos ganados; PE = Partidos empatados; PP = Partidos perdidos; GF = Goles a favor; GC = Goles en contra; Dif = Diferencia de goles; Pts = Puntos
|  | Clasificado para la tercera ronda previa de la Liga de Campeones de la UEFA 2000-01 |
|  | Clasificado para la segunda ronda previa de la Liga de Campeones de la UEFA 2000-01 |
|  | Clasificado para la primera ronda de la Copa de la UEFA 2000-01                     |
|  | Clasificado para la ronda previa de la Copa de la UEFA 2000-01                      |
|  | Clasificado para la segunda ronda de la Copa Intertoto de la UEFA 2000              |
|  | Clasificado para la primera ronda de la Copa Intertoto de la UEFA 2000              |
|  | Desciende a la Druhá liga                                                           |

| (C) Campeón    |
| (D) Descendido |

## Máximos goleadores
| Jugador           | Goles | Equipo                               |
| ----------------- | ----- | ------------------------------------ |
| Vratislav Lokvenc | 21    | AC Sparta Praga                      |
| Marek Kincl       | 16    | FC Slovan Liberec/FK Viktoria Žižkov |
| Stanislav Vlček   | 13    | SK Sigma Olomouc                     |
| Vítězslav Tuma    | 11    | FK Drnovice                          |
| Tomáš Janda       | 11    | SK České Budějovice                  |
| Tomáš Došek       | 11    | SK Slavia Praga                      |
| Horst Siegl       | 11    | AC Sparta Praga                      |